# Дашев
Да́шев (укр. Дашів) — посёлок в Дашевской поселковой общине Гайсинского района Винницкой области Украины.

## Географическое положение
Находится на реке Соб (бассейн Южного Буга), в 14 км от железнодорожной станции Фронтовка (на линии Христиновка — Казатин).

## История
Во время Второй мировой войны в 1941 году в Дашеве было расстреляно 814 евреев.
Образовано в 1957 году путем объединения сел Старый Дашев, Новый Дашев и посёлка Полевой.
В январе 1989 года численность населения составляла 4661 человек.
В мае 1995 года Кабинет министров Украины утвердил решение о приватизации находившегося здесь ремонтно-механического завода
По состоянию на 1 января 2013 года численность населения составляла 3943 человека.
В настоящее время в посёлке расположены ремонтно-механический и маслодельный заводы, ведётся рыбоводство. Вблизи Дашева производится добыча гранита и других стройматериалов.
В 2020 году поселок стал административным центром Дашевской поселковой общины.

## Известные уроженцы
- Магдаченко, Сергей Филиппович (1934—2005) — украинский и советский учёный, специалист в области радиолокационной и оптико-электронной техники.

## Достопримечательности

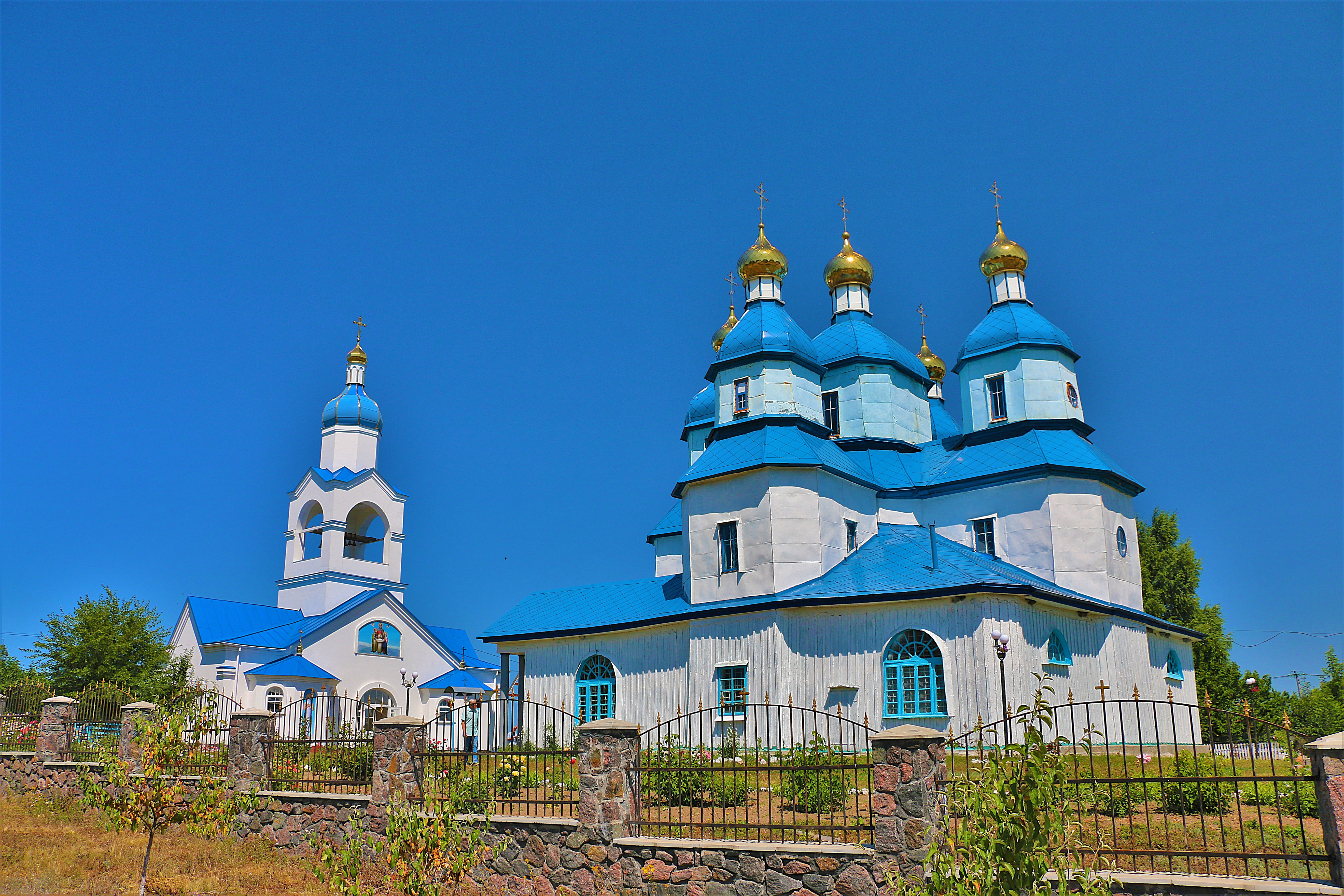
Михайловская церковь (1764)
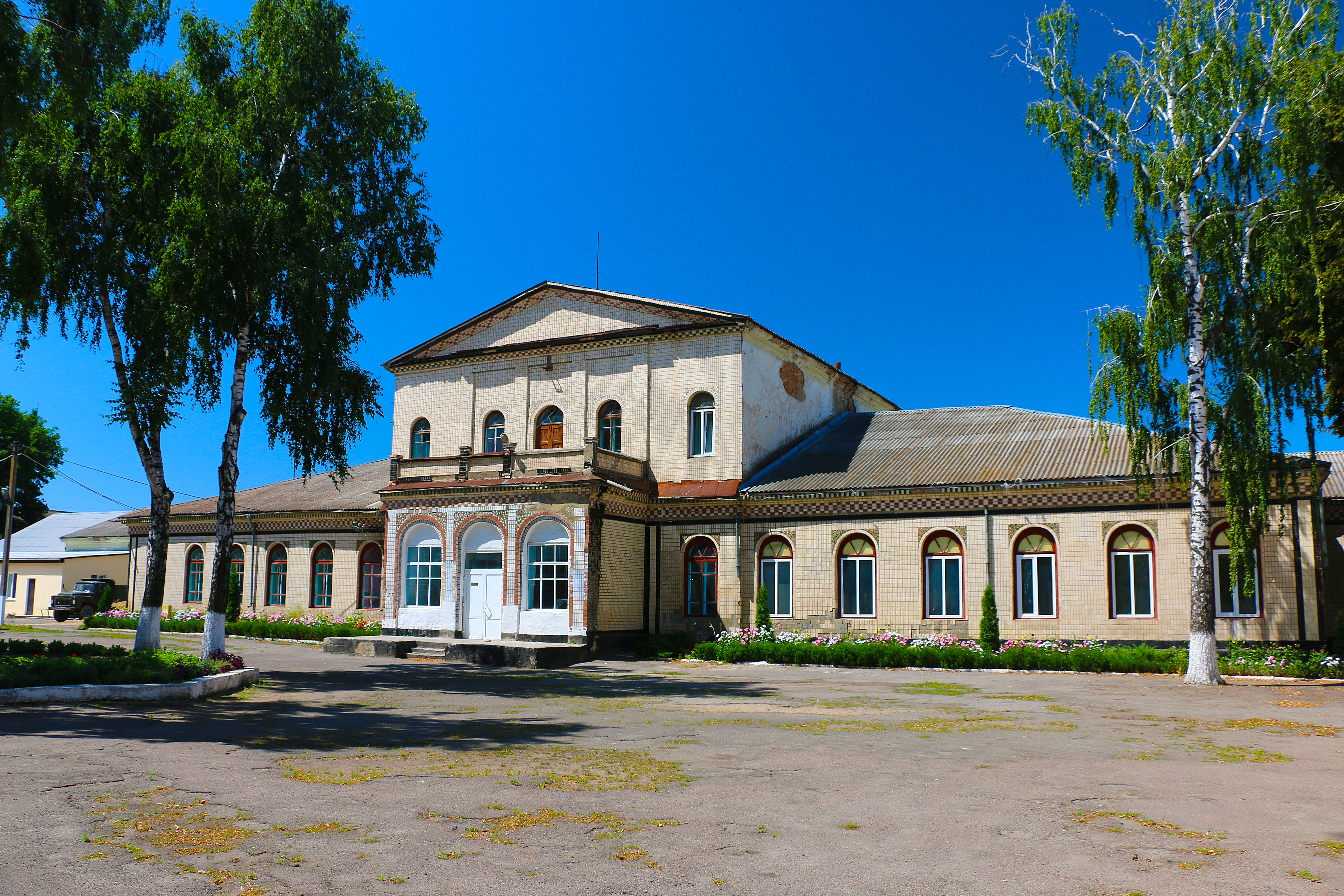
Дворец Потоцких (1887)
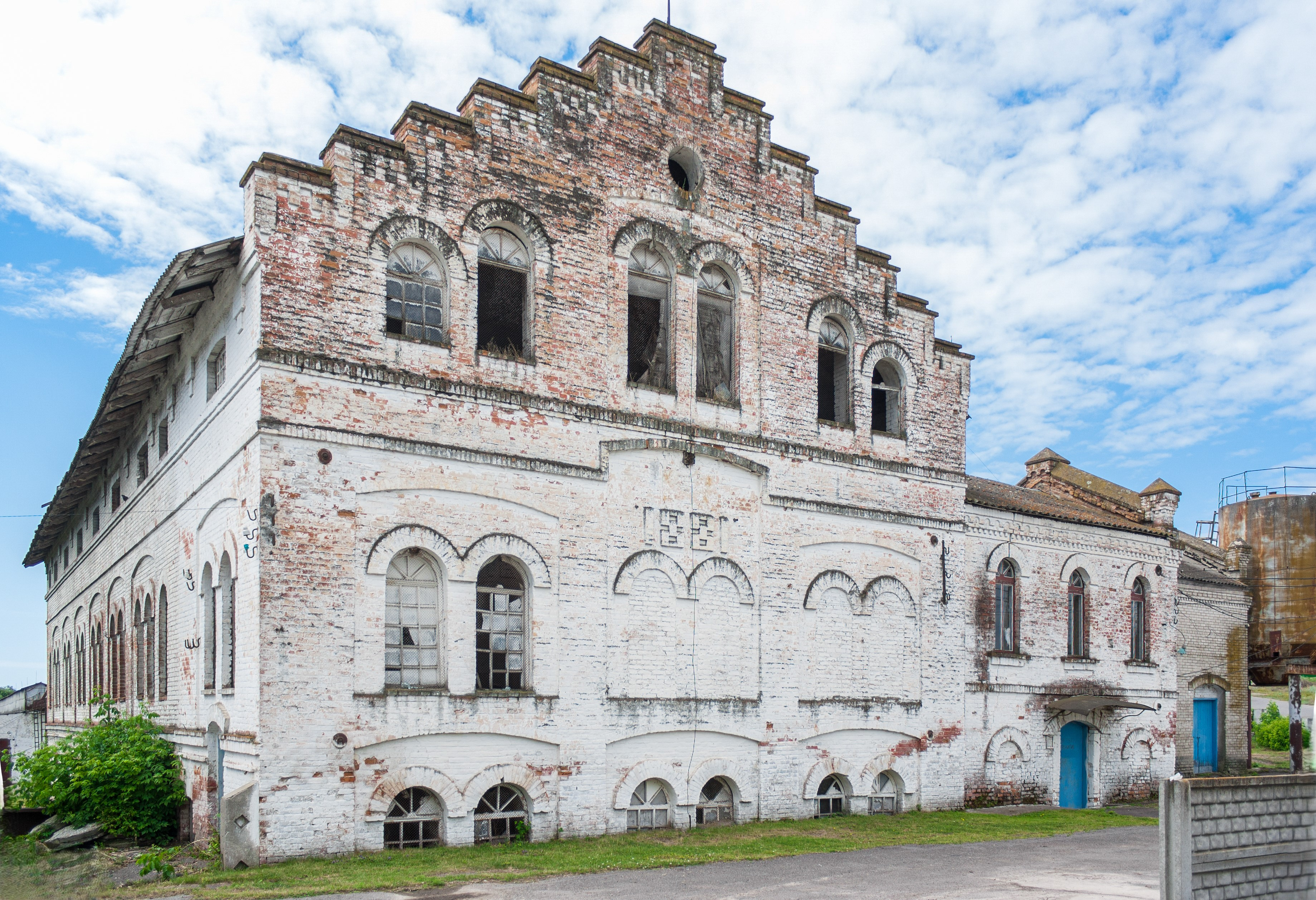
Мукомольный завод (1881)